# Attilio Monetti
Attilio Monetti (Gallarate, 24 giugno 1943) è un giornalista, telecronista sportivo ed ex velocista italiano, per quasi quarant'anni commentatore tecnico di atletica leggera nelle più importanti manifestazioni internazionali, per conto della RAI.

## Biografia
Nato a Gallarate ma con genitori pisani, pratica l'atletica leggera da ragazzo; nel 1965 è stato campione italiano assoluto della staffetta 4×100 metri correndo per il Gruppo Sportivo Augusta Gallarate con Ernesto Rimoldi, Ippolito Giani e Sergio Ottolina.
Ben presto diviene giornalista sul finire degli anni 1960 e nel 1973 commenta con Paolo Rosi il record del mondo di Marcello Fiasconaro negli 800 m, 1'43"7, stabilito all'Arena Civica il 27 giugno 1973 e rimasto imbattuto fino al 25 luglio 1976. Quelle di Monaco di Baviera 1972 saranno le sue prime Olimpiadi come commentatore tecnico, dopo le Olimpiadi di Seul 1988, affiancherà ancora il telecronista principale dell'atletica leggera (Marco Franzelli, Riccardo Cucchi, Augusto Bleggi), per un quadriennio.
Dal 1992 (Giochi olimpici di Barcellona 1992), inizia la sua collaborazione al fianco del telecronista principale Franco Bragagna, da allora è il commentatore tecnico per le telecronache della RAI, nelle competizioni di atletica leggera.